# ATP Tulsa 1978
L'ATP Tulsa 1978 è stato un torneo di tennis giocato sul cemento indoor. È stata la 1ª edizione dell'ATP Tulsa, che fa parte del Colgate-Palmolive Grand Prix 1978. Si è giocato a Tulsa negli Stati Uniti, dal 24 aprile al 30 aprile 1978.

## Campioni

### Singolare
Eddie Dibbs ha battuto in finale  Pat Du Pré con il punteggio di 6–7, 6–2, 7–5

### Doppio
Russell Simpson /  Van Winitsky hanno battuto in finale  Carlos Kirmayr /  Ricardo Ycaza con il punteggio di 4–6, 7–6, 6–2